# الن کوترل
 الن کوترل (انگلیسی: Alan Cottrell؛ زاده ۱۷ ژوئیهٔ ۱۹۱۹ درگذشته ۱۵ فوریهٔ ۲۰۱۲) یک دانشمند اهل بریتانیا بود.